# Coryphella pallida
Coryphella pallida är en snäckart. Coryphella pallida ingår i släktet Coryphella och familjen Flabellinidae. Inga underarter finns listade i Catalogue of Life.